# Emiliano Sala
Emiliano Raúl Sala Taffarel (Cululú, Santa Fe tartomány, 1990. október 31. – 2019. január 21.) argentin labdarúgó. 
Pályafutását hazájában kezdte a Club San Martín de Progreso, majd a Proyecto csapatában játszott a portugál regionális bajnokságban. 2012-ben igazolt a francia Girondins Bordeaux együtteséhez. 2012 februárjában mutatkozott be a profik közt, ezt követően pedig kölcsönben több francia alacsonyabb osztályú csapatban, így a Orléans, a Niort és a Ligeue One-ban szereplő Caen csapatában is megfordult.
2015-ben szerződött a Nantes-hoz, ahol több mint száz francia első osztályú bajnokin lépett pályára. 2019-ben klubrekordot jelentő összegért szerződtette a Cardiff City.
2019. január 21-én a Salát Nantes-ból Cardiffba szállító repülőgép a Csatorna-szigetekhez tartozó Alderney felett eltűnt. Ezt követően az egész La Manche-csatornára kiterjesztett keresést indítottak, hogy a játékos és a repülőgépet vezető pilóta nyomára bukkanjanak. A keresés több mint 1700 négyzetmérföldet fedett le, de nem bukkantak az argentin labdarúgó nyomára. A keresést 2019. január 24-én hagyták abba, Salát pedig eltűntnek nyilvánították. Magánfelajánlásokból a keresést végül folytatták. Ennek során az eltűnt repülő roncsát, majd egy holttestet is találtak az expedíció tagjai. A holttestet február 7-én azonosították, majd másnap hajnalban hivatalosan is megerősítették, hogy az Emiliano Saláé volt. A repülőgép pilótája, David Ibbotson testét nem sikerült megtalálni.

## Pályafutása

### Klubcsapatokban
A Club San Martín de Progreso csapatában lépett pályára fiatalon, majd 2010-ben innen került a francia Bordeaux akadémiájára. 2012. február 8-án mutatkozott be az első csapatban a kupában, Jussiê cseréjeként az Olympique Lyonnais ellen. A 2012–13-as szezont kölcsönben töltötte az US Orléans csapatánál. A klub ekkor a harmadosztályban szerepelt, 37 bajnokin lépett pályára és ezeken a mérkőzéseken 19 gólt szerzett, csakúgy mint Diafra Sakho és ezzel a 2. helyen végzett a gólszerzők listáján.
2013. július 2-án ismét kölcsönben került, a Niort játékosa lett a 2013–14-es szezonra. 18 bajnoki gólt szerzett 37 találkozón, amivel a 4. helyen végzett a góllövőlistán Christian Bekamengával megosztva. A következő szezont a Bordeaux csapatában kezdte meg, ahol edzője Willy Sagnol lett. 2014. augusztus 9-én mutatkozott be a csapatban a bajnokságban a Montpellier ellen. Következő bajnoki mérkőzésén a AS Monaco ellen első gólját is megszerezte, majd Cheick Diabaté és Thomas Touré mellett kevés játéklehetőséget kapott és kölcsönbe távozott. A szezon második felében a Caen csapatában kapott lehetőséget.
2015. július 20-án 5 éves szerződést írt alá a szintén francia Nantes csapatával. Augusztus 8-án a Guingamp ellen debütált a bajnokságban. 2018. október 20-án mesterhármast szerzett a Toulouse ellen. 133 tétmérkőzésen 48 gólt szerzett a klub színeiben 2019 januárjáig. 2019. január 19-én klubrekordot jelentő 15 000 000 euró ellenében aláírt az angol élvonalban szereplő walesi Cardiff City csapatához.

## Eltűnése
Sala a 2019. január 21-én Nantes és Cardiff között eltűnt Piper PA–46 Malibu repülőgép fedélzetén volt. Rajta kívül David Ibbotson pilóta tartózkodott a gépen. Az angol és francia hatóságok azonnal keresést indítottak, amely a La Manche-csatorna mintegy 1700 négyzet mérföldes területére esett, de sem a repülőgép, sem a rajta utazó Sala és Ibbotson nyomaira nem bukkantak.
2019. január 22-én a mentőakciót vezető John Fitzgerald úgy nyilatkozott, hogy "nincs remény" a túlélők megtalálására, akiknek esélyeit a jéghideg víz is csökkentette.
Január 22-én nyilvánosságra került egy üzenet, amit Sala a repülőgép fedélzetéről küldött barátjának és egykori csapattársának, Diego Rolánnak. 
„Nagyon fáradt vagyok. Nantes-ban voltam, el kellett intéznem mindent, ezt is meg kellett csinálnom, azt is. Most már repülőn vagyok, amelyik úgy néz ki, mintha szét akarna esni. Megyek Cardiffba, tiszta őrület, holnap már edzésünk lesz az új csapatommal – így kezdődik a hangfelvétel, amely így zárul. – Ha nem hallasz rólam másfél órán belül, nem tudom, küldjetek valakit, hogy megtaláljon. Kezdek félni.”
Január 23-án a The Times brit napilap számolt be róla. hogy a repülőgép egy skót játékosügynök tulajdonában volt.
A guernsey-i rendőrség január 24-én bejelentette, hogy mivel a vízben való keresés nem vezetett eredményre, azt a parton folytatják, a La Manche-csatorna mentén. Aznap este bejelentették, hogy a célirányos keresést, mivel az eredményre nem vezetett, befejezik.
2019. január 25-én a brit légi baleseteket vizsgáló hatóság bejelentette, hogy kivizsgálják a repülő, illetve az azt vezető pilóta engedélyét is.
Január 28-án bejelentették, hogy a keresést víz alatt folytatják egy pilóta nélküli távvezérelt víz alatti járművel (ROV). Január 29-én a Cardiff City nevezte a keretbe Salát a soros bajnokiján, az összeállításban neve mellett mezszáma helyett egy nárciszt feltüntetve.
Január 30-án a légi balesetek kivizsgálási ága (AAIB) arról számolt be, hogy két ülőpárnát találtak Franciaország partjainál, amik feltehetőleg a Salát szállító repülőgépről származnak.
2019. február 2-án az expedíciót vezető David Mearns megerősítette, hogy megtalálták a Salát szállító repülőgép roncsait. Nyilatkozatában megerősítette, hogy a labdarúgó családját is értesítette az eseményről, valamint kifejtette, hogy Sala és a repülőt vezető Ibbotson minden valószínűség szerint elhunytak.
Február 4-én egy azonosítatlan holttestet találtak az egy nappal korábban megtalált repülőgép fedélzetén. Az AAIB szóvívői megerősítették, hogy február 7-én a holttestet a felszínre hozták és azonosítás céljából Portland-szigetre szállították, majd ott Dorset város halottkémje megvizsgálta azt. Másnap hajnalban hivatalosan is bejelentették, hogy a holttest Emiliano Saláé.

## Statisztika
2019. január 22-i állapotnak megfelelően.
| Klub         | Szezon   | Bajnokság | Bajnokság | Kupa  | Kupa | Nemzetközi | Nemzetközi | Összesen | Összesen |
| Klub         | Szezon   | Mérk.     | Gól       | Mérk. | Gól  | Mérk.      | Gól        | Mérk.    | Gól      |
| ------------ | -------- | --------- | --------- | ----- | ---- | ---------- | ---------- | -------- | -------- |
| Orléans      | 2012–13  | 37        | 19        | 0     | 0    | 0          | 0          | 37       | 19       |
| Niort        | 2013–14  | 37        | 18        | 3     | 2    | 0          | 0          | 40       | 20       |
| Bordeaux     | 2014–15  | 11        | 1         | 1     | 0    | 0          | 0          | 12       | 1        |
| Caen         | 2014–15  | 13        | 5         | 0     | 0    | 0          | 0          | 13       | 5        |
| Nantes       | 2015–16  | 31        | 6         | 4     | 0    | 0          | 0          | 35       | 6        |
| Nantes       | 2016–17  | 34        | 12        | 5     | 3    | 0          | 0          | 39       | 15       |
| Nantes       | 2017–18  | 36        | 12        | 2     | 2    | 0          | 0          | 38       | 14       |
| Nantes       | 2018–19  | 16        | 12        | 2     | 1    | 0          | 0          | 18       | 13       |
| Összesen     | Összesen | 117       | 42        | 13    | 6    | 0          | 0          | 130      | 48       |
| Cardiff City | 2018–19  | 0         | 0         | 0     | 0    | 0          | 0          | 0        | 0        |
| Összesen     | Összesen | 215       | 85        | 17    | 8    | 0          | 0          | 232      | 93       |